# Krásnej den
Krásnej den je v pořadí druhé album dívčí skupiny 5Angels. Součástí CD je i píseň „Hvězdný rej“ nazpívaná společně s Karlem Gottem, nebo píseň „To ale nejde“ z dílny Michala Davida. Kromě singlu „To ale nejde“ stojí za všemi skladbami producent Stano Šimor.

## Seznam skladeb
1. „4 World Domination“
2. „Hvězdný rej“ (feat. Karel Gott)
3. „Krásnej den“
4. „Tanec v mořském písku“
5. „On a já“
6. „Dívčí plán“
7. „Andělský zámek“
8. „Vlny“
9. „Čas“
10. „To ale nejde“